# Dinitroaniline
Die Dinitroaniline (Dinitroaminobenzole) sind aromatische Verbindungen (aromatische Amine) mit der allgemeinen Summenformel C6H5N3O4. Sie leiten sich sowohl vom Anilin als auch vom Dinitrobenzol ab. Durch unterschiedliche Anordnung der Substituenten ergeben sich sechs Konstitutionsisomere.

## Eigenschaften
| Gefahrensymbol |

| Gefahrensymbol | Gefahrensymbol |

| Gefahrensymbol |

| keine Einstufung verfügbar |

| Gefahrensymbol | Gefahrensymbol |

| Gefahrensymbol | Gefahrensymbol |

| Gefahrensymbol | Gefahrensymbol |

## Darstellung
2,4-Dinitroanilin kann durch Reaktion von 2,4-Dinitrochlorbenzol mit Ammoniak oder durch saure Hydrolyse von 2,4-Dinitroacetanilid hergestellt werden.

## Verwendung
Dinitroaniline werden als Zwischenprodukte bei der Herstellung von Farbstoffen und Herbiziden (z. B. Benfluralin, Butralin, Dinitramin, Ethalfluralin, Fluchloralin, Isopropalin, Nitralin, Oryzalin, Pendimethalin, Prodiamin, Profluralin und Trifluralin für den Einsatz bei Sojabohnen, Baumwolle und Reis, wobei die Verbindungen das Mikrotubulinsystem von Pflanzen hemmen) verwendet.

## Sicherheitshinweise
Dinitroaniline sind bei Wärmezufuhr oder Reibung explosionsfähig und feuergefährlich.